# オレンジ色のココロ
『オレンジ色のココロ』（オレンジいろのココロ）は、Miの2枚目のシングル。2005年6月22日に初回盤と通常盤の2形態で発売。

## 解説
「オレンジ色のココロ」は「music.jp」CMソング。C/W「まっくろけのネコ」「I Love Music ♪ ～Thema of Mi～Sugar」はアルバム未収録。

## 収録曲
1. オレンジ色のココロ
作詞：Mi
作曲：Mi・T
編曲：TATSUKI
2. まっくろけのネコ
作詞：Maika
作曲：Mi・M
編曲：M・Michitaro
3. I Love Music ♪ ～Thema of Mi～
作詞：Mi
作曲：J
編曲：Mi・J
4. オレンジ色のココロ (instrumental)